# Brian Gant
Brian Reginald Gant (Vancouver, 23 aprile 1952) è un ex calciatore canadese, di ruolo centrocampista.
Anche suo fratello Bruce è stato un calciatore professionista, suo compagno di squadra nei Portland Timbers. È inoltre zio di Christine Sinclair, una delle più importanti calciatrici canadesi, con oltre trecento presenze in nazionale.

## Carriera

### Club
Formatosi nella selezione calcistica della Simon Fraser University, giocò anche con i dilettanti del New Westminster Blues.
Nel 1974 viene ingaggiato dai neonati Vancouver Whitecaps, franchigia della North American Soccer League. Con i Whitecaps nella stagione d'esordio ottenne il quarto ed ultimo posto della Western Division della North American Soccer League 1974. In questa prima stagione fu titolare inamovibile, mentre nella seguente perse un terzo delle partite a causa di un infortunio. Nella stagione 1976 raggiunse con i suoi i play-off per il titolo, venendo eliminato agli ottavi dai Seattle Sounders. In quest'ultima stagione venne con i Whitecaps venne scarsamente impiegato dal nuovo allenatore Eckhard Krautzun, che preferiva utilizzare calciatori di provenienza europea.
Nel 1977 si trasferì negli Stati Uniti d'America per giocare con i Portland Timbers, militandovi sino al 1982. Nella stagione 1978 raggiunge con i Timbers le semifinali del torneo, perse con i futuri campioni del N.Y. Cosmos.
Anche nella stagione 1981 raggiunge i playoff con i suoi, fermandosi però agli ottavi di finale, persi contro i San Diego Sockers.
Contemporaneamente al calcio si dedicò all'indoor soccer, giocando nella NASL indoor con i Whitecaps ed i Timbers.
Dopo il ritiro allenò la selezione scolastica femminile della Catlin Gabel School e le giovanili del F.C. Portland.

### Nazionale
Gant ha giocato quattordici incontri con la nazionale di calcio del Canada tra il 1973 ed il 1981.

## Statistiche

### Cronologia presenze e reti in nazionale
| Cronologia completa delle presenze e delle reti in nazionale ― Canada | Cronologia completa delle presenze e delle reti in nazionale ― Canada | Cronologia completa delle presenze e delle reti in nazionale ― Canada | Cronologia completa delle presenze e delle reti in nazionale ― Canada | Cronologia completa delle presenze e delle reti in nazionale ― Canada | Cronologia completa delle presenze e delle reti in nazionale ― Canada | Cronologia completa delle presenze e delle reti in nazionale ― Canada | Cronologia completa delle presenze e delle reti in nazionale ― Canada |
| Data                                                                  | Città                                                                 | In casa                                                               | Risultato                                                             | Ospiti                                                                | Competizione                                                          | Reti                                                                  | Note                                                                  |
| --------------------------------------------------------------------- | --------------------------------------------------------------------- | --------------------------------------------------------------------- | --------------------------------------------------------------------- | --------------------------------------------------------------------- | --------------------------------------------------------------------- | --------------------------------------------------------------------- | --------------------------------------------------------------------- |
| 1-8-1973                                                              | Toronto                                                               | Canada                                                                | 1 – 3                                                                 | Polonia                                                               | Amichevole                                                            | -                                                                     |                                                                       |
| 10-11-1973                                                            | Port-au-Prince                                                        | Haiti                                                                 | 5 – 1                                                                 | Canada                                                                | Amichevole                                                            | -                                                                     |                                                                       |
| 12-11-1973                                                            | Port-au-Prince                                                        | Haiti                                                                 | 0 – 1                                                                 | Canada                                                                | Amichevole                                                            | -                                                                     |                                                                       |
| 5-1-1975                                                              | L'Avana                                                               | Cuba                                                                  | 0 – 4                                                                 | Canada                                                                | Amichevole                                                            | -                                                                     |                                                                       |
| 10-10-1976                                                            | Vancouver                                                             | Canada                                                                | 1 – 0                                                                 | Messico                                                               | Qual. Mondiali 1978                                                   | -                                                                     |                                                                       |
| 22-12-1976                                                            | Port-au-Prince                                                        | Canada                                                                | 3 – 0                                                                 | Stati Uniti                                                           | Qual. Mondiali 1978                                                   | -                                                                     |                                                                       |
| 8-10-1977                                                             | Monterrey                                                             | Canada                                                                | 1 – 2                                                                 | El Salvador                                                           | Qual. Mondiali 1978                                                   | -                                                                     |                                                                       |
| 16-10-1977                                                            | Città del Messico                                                     | Canada                                                                | 2 – 1                                                                 | Guatemala                                                             | Qual. Mondiali 1978                                                   | -                                                                     |                                                                       |
| 22-10-1977                                                            | Monterrey                                                             | Canada                                                                | 1 – 3                                                                 | Messico                                                               | Qual. Mondiali 1978                                                   | -                                                                     |                                                                       |
| 12-10-1981                                                            | San Fernando                                                          | Trinidad e Tobago                                                     | 2 – 4                                                                 | Canada                                                                | Amichevole                                                            | -                                                                     |                                                                       |
| 2-11-1981                                                             | Tegucigalpa                                                           | El Salvador                                                           | 0 – 1                                                                 | Canada                                                                | Qual. Mondiali 1982                                                   | -                                                                     |                                                                       |
| 6-11-1981                                                             | Tegucigalpa                                                           | Haiti                                                                 | 1 – 1                                                                 | Canada                                                                | Qual. Mondiali 1982                                                   | -                                                                     |                                                                       |
| 15-11-1981                                                            | Tegucigalpa                                                           | Messico                                                               | 1 – 1                                                                 | Canada                                                                | Qual. Mondiali 1982                                                   | -                                                                     |                                                                       |
| 21-11-1981                                                            | Tegucigalpa                                                           | Cuba                                                                  | 2 – 2                                                                 | Canada                                                                | Qual. Mondiali 1982                                                   | -                                                                     |                                                                       |
| Totale                                                                |                                                                       | Presenze                                                              | 14                                                                    |                                                                       | Reti                                                                  | 0                                                                     |                                                                       |